# Spicara martinicus
 Spicara martinicus és una espècie de peix de la família dels centracàntids i de l'ordre dels cipriniformes que es troba a l'illa de Martinica.